# Simone Rignault
Simone Rignault, née Simone Beneteau le 5 mai 1943 à Vichy (Allier) et morte le 15 janvier 2019 à Nevers, est une femme politique française.

## Biographie
Après une propédeutique en licence de lettres, elle obtient une licence en psychologie et devient psychologue scolaire. 
Élue maire de Saint-Honoré-les-Bains en 1989, elle se présente également en 1993 aux élections de la Xe législature de la Cinquième République, où elle est élue à l'Assemblée nationale. Elle quitte alors son métier pour se consacrer à plein temps à la politique. Jacques Chirac la nomme au Conseil économique et social de 1997 à 1999, où elle est membre de section et présidente de la Commission culturelle.
Passionnée d'histoire et collectionneuse de vieux livres, peintures et faïences, avec une prédilection pour celles qui proviennent de la Poterie de la Montagne, elle a offert de nombreuses pièces au musée local, installé dans la mairie, sous son mandat. Elle a défendu avec son équipe municipale le patrimoine local, mettant en œuvre les actions nécessaires à sa valorisation.
Mariée, elle est mère de quatre garçons et a des petits-enfants; elle est veuve à partir de 1985. Elle meurt le 15 janvier 2019.

## Détail des fonctions et des mandats
Assemblée nationale
- Députée de la troisième circonscription de la Nièvre de 1993 à 1997

Conseil régional de Bourgogne
- Vice-présidente de 1986 à 2010

Commune de Saint-Honoré-les-Bains
- Maire de 1989 à 2014

Autres fonctions
- Membre du Conseil économique et social, membre de section de 1997 à 1999